# Mrkev obecná
Mrkev obecná (Daucus carota) je rostlina z čeledi miříkovitých, pěstovaná jako kořenová zelenina. Blízkým příbuzným mrkve je pastinák.

## Poddruhy
- Mrkev obecná pravá Daucus carota subsp. carota (syn. Daucus sylvestris Miller, 1768; syn. Daucus carota var. sylvestris (Miller) Hoffmann, 1791; syn. Daucus carota subsp. sylvestris (Miller) Schübler & Martens, 1834) – Původní divoká nešlechtěná forma mrkve. Kořen je tenký a bílý.
- Mrkev obecná setá Daucus carota subsp. sativus (Hoffmann) Arcangeli, 1882 ex Schübler & Martens, 1834 (syn. Daucus carota var. sativus Hoffmann, 1791; syn. Daucus sativus (Hoffmann) Passerini, 1852 ex Röhling, 1812) – Sem patří všechny pěstované odrůdy mrkve. Od původní plané mrkve se liší zejména mohutností kořene. Barva kořene může být bílá, žlutá, oranžová, červená, nachová, modrá, fialová i vícebarevná (např. zvenku fialová, vevnitř oranžová nebo bílá).

## Rozdělení odrůd
Odrůdy se dělí do několika základních skupin:
- Typ Berlikum má větší, mohutné kořeny, válcovité až mírně kónické, s tupým zakončením.
- Typ Flakee má velmi dlouhé, kónicky zúžené kořeny s širokou plochou hlavou.
- Typ Chantenay má kratší kořen kónického tvaru.
- Typ Nantes je pěstován nejčastěji – je to typická karotka.
- Typ Parisian je krátký kulatý kořen.

## Synonyma
- Daucus gingidium Linné, 1753
- Daucus vulgaris Garsault, 1767
- Daucus vulgaris Lamarck, 1779 (nom. illeg.)
- Daucus communis Rouy & E. G. Camus in Rouy, 1901 (nom. illeg.)

## Vzhled
Mrkev je dvouletá rostlina, která první rok svého života vytváří přízemní růžici listů a v mohutném hlavním kořeni shromažďuje živiny. Druhý rok vyžene lodyhu s okoličnatým květenstvím.

## Výskyt
Rostlina pochází z jižní Asie, z oblasti Afghánistánu, Íránu a Pákistánu, kde ještě přežívají její divocí a nezkultivovaní zástupci a tvoří tak centrum diverzity druhu. Historie jejího rozšíření není zcela jistá; předpokládá se, že se v 10. století rozšířila do celé oblasti od Indie po východní Středomoří. Ve 12. století se dostala až do západní Evropy a do Číny. V 17. století byla v Nizozemsku vyšlechtěna její oranžová odrůda (pocházející z dřívější černé odrůdy), která je zde dnes rozšířena. V současné době se pěstuje na celém světě.
Divoké zástupce tohoto druhu můžeme objevit ve volné přírodě i v Česku.

## Obsahové látky
Obsahuje mnoho vitamínů a jiných užitečných látek, z nichž nejvýznamnější jsou β-karoteny – dimery vitamínu A zodpovědné za červenou barvu kořene. Dále je bohatá na vlákniny a antioxidanty. Po chemické stránce byla podrobně prozkoumána a v jejím kořenu a semenech bylo nalezeno několik set různých chemických sloučenin.
Tabulka udává dlouhodobě průměrný obsah živin, prvků, vitamínů a dalších nutričních parametrů zjištěných v syrové mrkvi.
| Složka          | Jednotka | Průměrný obsah | Prvek (mg/100 g) | Průměrný obsah | Složka (mg/100g) | Průměrný obsah |
| --------------- | -------- | -------------- | ---------------- | -------------- | ---------------- | -------------- |
| voda            | g/100 g  | 90,7           | Na               | 25             | vitamin C        | 10             |
| bílkoviny       | g/100 g  | 1,4            | K                | 170            | vitamin D        | 0              |
| tuky            | g/100 g  | 0,3            | Ca               | 25             | vitamin E        | 0,56           |
| cukry           | g/100 g  | 7,4            | Mg               | 3              | vitamin B6       | 0,14           |
| celkový dusík   | g/100 g  | 0,1            | P                | 15             | vitamin B12      | 0              |
| vláknina        | g/100 g  | 2,4            | Fe               | 0,3            | karoten          | 12,5           |
| mastné kyseliny | g/100 g  | 0,3            | Cu               | 0,02           | thiamin          | 0,10           |
| cholesterol     | g/100 g  | 0              | Zn               | 0,1            | riboflavin       | 0,01           |
| energie         | kJ/100 g | 146            | Mn               | 0,1            | niacin           | 0,2            |

## Použití

### Použití v kuchyni
V kuchyni se používá kořen i nať (převážně k dochucení, stejně jako např. nať petržele).
Mrkev se může jíst syrová, v celku jen tak po opláchnutí, nasekaná či nastrouhaná do salátů v kombinaci s jablky nebo cibulí, posypaná petrželkou, pažitkou nebo ořechovými jádry či tepelně upravená v polévce, játrové omáčce atd…
V polévkách bývá často kombinována s celerem, petrželí a cibulí kuchyňskou.
Mrkev se prodává také v podobě tzv. baby karotky (baby carrot), což je klasická mrkev vyřezaná do podoby malých mrkviček. Tento způsob prodeje mrkve zavedl kalifornský farmář Mike Yurosek v roce 1986.

### Lékařství a léčitelství
Jako droga se sbírá její kořen (Radix dauci), semena (Fructus dauci) a výjimečně i nať (Herba dauci). Mrkev se používá v léčitelství jako močopudný a projímavý prostředek, při šerosleposti, močových kamenech a revmatických zánětech kloubů. Šťáva z kořene pomáhá také při ischemické chorobě srdeční. Mrkev obsahuje důležitou vlákninu a podporuje vylučování cholesterolu z těla. Pro úhradu vitaminu A je třeba sníst asi 50 g syrové denně, především v zimním a předjarním období.
Při konzumaci velkého množství mrkve může dojít díky velkému množství betakarotenu ke zbarvení kůže do žluta až oranžova. Nejčastěji postiženými místy jsou chodidla, dlaně, kolena, lokty, tváře či nos. Stejnou barvu může mít též moč či stolice. Jde o dočasný jev, který vymizí poté, co se konzumace mrkve omezí.
V únoru 2005 bylo zjištěno, že látka falkarinol (falcarinol) obsažená v mrkvi může zpomalovat rozvoj rakoviny.